# Antonio Pignedoli
Antonio Pignedoli (Correggio, 23 luglio 1918 – Zams, 7 agosto 1989) è stato un matematico, fisico e politico italiano.

## Biografia
Si laureò in fisica a Bologna, nel 1940, con una tesi in fisica sperimentale, sotto la supervisione di Gilberto Bernardini, nel periodo in cui questi insegnò a Bologna.
Dopo le vicende belliche, oltreché assistente di Mariano Pierucci all'Istituto di Fisica dell'Università di Modena ed incaricato dei corsi di fisica teorica, fisica matematica e analisi matematica all'Università di Modena, fu attivo partecipe della vita politica locale e nazionale, in particolare membro dell'Assemblea Costituente, fino al 1949, quando decise di dedicarsi a tempo pieno alla carriera accademica, alla ricerca ed all'insegnamento universitario.
Nel 1949, vinse un concorso a cattedre di meccanica razionale, conseguendo l'ordinariato in questa disciplina ed andando, quindi, a ricoprire la cattedra dell'Università di Modena. Nel 1950, iniziò una intensa e proficua collaborazione di ricerca con Cataldo Agostinelli, nel periodo in cui questi era a Modena, e che Pignedoli considerò sempre il suo maestro.
Nel 1952, passò alla cattedra di meccanica superiore all'Università di Bologna, mantenendo, al contempo, l'insegnamento di analisi matematica all'Accademia Militare di Modena. A Bologna, tenne, in diversi corsi di laurea, vari insegnamenti, fra i quali analisi matematica, teoria delle funzioni, meccanica superiore, onde elettromagnetiche, le cui note di lezione vennero, il più delle volte, pubblicate a stampa.
Dopo la prima fase a Modena, con Agostinelli, la sua successiva attività scientifica e di ricerca si svolse, a Bologna, in stretto contatto con il gruppo venutosi a formare attorno a Dario Graffi, fondatore della scuola di fisica matematica a Bologna. Pignedoli fu inoltre tra i primi ad introdurre, a Bologna, l'insegnamento di cibernetica, oltreché fondare il "Centro di calcolo" dell'Istituto di Matematica.
Fu socio di molte istituzioni ed associazioni scientifiche italiane e straniere, e ricevette parecchi riconoscimenti nazionali per la sua attività scientifica, di docente e ricercatore come pure per quanto ha fatto sul versante dell'organizzazione e della promozione della ricerca e della conoscenza scientifica.
I suoi maggiori contributi, vanno dalla fisica matematica classica, alla meccanica analitica e superiore, alla fisica teorica e la teoria classica dei campi. Fra le tante discipline di cui ebbe modo di interessarsi, scrisse molti ed apprezzati testi e manuali, sia universitari che divulgativi, in analisi matematica, meccanica razionale e meccanica superiore, fisica matematica, fisica atomica, cibernetica, informatica, chimica fisica, nonché alcune notevoli monografie su argomenti specifici di ricerca (fra i quali, ricordiamo qui solo un importante trattato, fra i primi, sulla teoria matematica della diffusione dei neutroni, voluto dal CNR).
Notevole è pure, per la profondità della trattazione, la ricchezza degli argomenti trattati e le numerose applicazioni, il trattato, in due volumi, sulla meccanica analitica, scritto con Cataldo Agostinelli.
Da ricordare infine le molte sue pubblicazioni in storia e filosofia delle scienze nei loro rapporti interdisciplinari coi vari saperi umanistici.

## Alcune opere
- Esercitazioni pratiche di fisica (con Mariano Pierucci), Editrice A. Tarantola, Modena, 1946.
- Fisica atomica, F. Le Monnier, Firenze, 1950.
- Guida alle esercitazioni teorico-pratiche di fisica (con Mariano Pierucci), Editrice A. Tarantola, Modena, 1952.
- Lezioni di Analisi Matematica, 3 voll., Padova, CEDAM, 1953-57 (con successive edizioni).
- Meccanica Razionale (con Cataldo Agostinelli), 2 voll., Zanichelli, Bologna, 1961 (con successive edizioni).
- Alcune teorie meccaniche superiori, Padova, CEDAM, 1969.
- Fondamenti della teoria matematica della diffusione dei neutroni, Monografie del CNR, Edizioni Cremonese, Roma, 1969.
- Meccanica Analitica (con Cataldo Agostinelli), 2 voll., Mucchi Editore, Modena, 1989.
- Some Aspects of Diffusion Theory (a cura di), Atti della Scuola di Varenna (IT), 1966, Springer-Verlag, Berling & Heidelberg, 2011.